# Eusébio Blasco
Eusebio Blasco Soler (Zaragoza, 1844 - Madrid, 1903) é um escritor espanhol.

## Biografia
De família aristocrática, irmão do também dramaturgo Ricardo Blasco, começou sua carreira jornalística em Zaragoza, no semanário satírico La Fritada (1862), e ali estreou sua primeira obra teatral: Vidas ajenas. 
Com 19 anos, mudou-se para Madrid para trabalhar como jornalista nos mais influentes jornais e revistas da época, tais como Gil Blas e La Discusión.
Em 1866, participou dos distúrbios revolucionários do ano anterior, o que o obrigou a mudar-se Paris entre 18676 e 1868. Em 1869, faz a cobertura da inauguração do canal de Suez e torna-se secretário do ministro de Governo de Nicolás María Rivero.
Seu livro París íntimo: impresiones, biografías instantáneas, retratos y siluetas (1894) mostra os 13 anos que morou em Paris, onde foi redator do Le Figaro. Fundou em 1899 a importante revista Vida Nueva.
Ainda na area da imprensa, encontra-se colaboração da sua autoria na revista A Leitura (1894-1896).

## Obras
Foi um escritor profícuo, totalizando 27 volumes na edição de suas Obras completas (Madri: 1903-1906). Destacou-se como comediógrafo (com mais de setenta comédias), novelista (Los dulces de la boda, 1872; Busilis: relación contemporánea, 1881) e poeta (Arpegios, 1866; Epigramas, 1881). Frequentou e conheceu a boemia, a fama e o fracasso. 
Igualmente destaca-se a obra O jovem Telêmaco, considerada a primeira peça espanhola do gênero teatral bufo, paródia do romance As aventuras de Telêmaco: filho de Ulisses, de Fénelon.

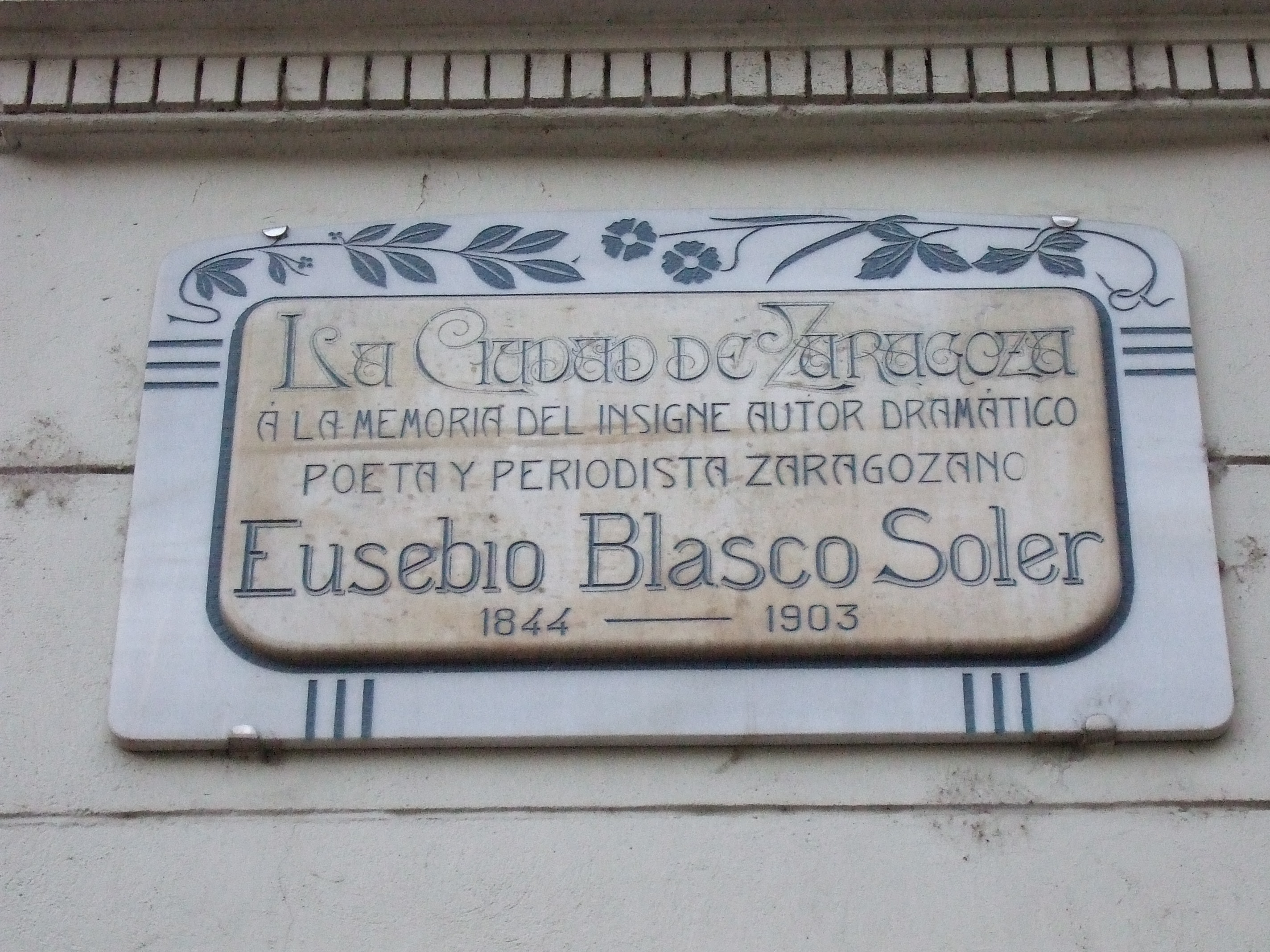
Placa dedicada ao autor no Teatro Principal de Zaragoza.

### Narrativa
- Busilis: relación contemporánea, 1881
- Cuentos aragoneses, 1905

### Poesia
- Arpegios, 1866.
- Soledades, 1876.
- Poesías festivas, 1880.
- Epigramas, 1881.

### Teatro
- La mujer de Ulises, 1865, comédia.
- El joven Telémaco, 1866, parodia bufa.
- Pablo y Virginia, 1867, parodia bufa.
- La corte del rey Reuma, 1886, parodia bufa.
- Los dulces de la boda, 1871, comédia.
- El baile de la condesa, 1872, comédia.
- Los dulces de la boda, 1872, comédia
- La procesión por dentro, 1873, comédia.
- La rosa amarilla, 1877, comédia.
- Moros en la costa, 1879.
- La posada de Lucas, 1882, comédia.
- Un joven andaluz, 1874, juguete cómico.
- Juan de León, 1895, drama.

- Este artigo foi inicialmente traduzido, total ou parcialmente, do artigo da Wikipédia em castelhano cujo título é «Eusebio Blasco».